# Maja crispata
La granceola piccola (Maja crispata Risso, 1827) è un crostaceo decapode della famiglia Majidae.

## Habitat e distribuzione
Comune tra le alghe a bassa profondità anche in prossimità dei porti. È diffusa nel mar Mediterraneo e in parte dell'oceano Atlantico.

## Descrizione
Carapace di forma tondeggiante convessa, con tubercoli rigidi e peli, molto incrostato. Chele lunghe e affusolate. Fino a 5-6 centimetri di larghezza.

## Biologia

### Comportamento
Spesso si mimetizza con le alghe in cui vive.

### Alimentazione
Si nutre di invertebrati e di organismi morti.

### Riproduzione
Le uova hanno una colorazione molto variabile, infatti possono essere sia bluastre che tendenti al rosso.